# Ampelita soulaiana
Ampelita soulaiana е вид охлюв от семейство Acavidae. Видът е уязвим и сериозно застрашен от изчезване.

## Разпространение
Разпространен е в Мадагаскар.